# Tiengemeten
Tiengemeten (51° 44′ N, 4° 19′ L) é uma ilha dos Países Baixos, na província de Holanda do Sul.
Tiengemeten está historicamente dividida entre os concelhos de Goudswaard e Zuid-Beijerland, ambos pertencem desde 1984 ao município de Korendijk. A ilha é situada a 11 km a sul de Spijkenisse.
Atualmente uma zona natural protegida, Tiengemeten foi habitada principalmente por lavradores. Depois a designação de zona natural, os últimos lavradores sairam nos anos 1990.
A área total da ilha de Tiengemeten tem uma população estimada em 10 habitantes.